# 홍콩의 정당
홍콩의 정당은 중국의 자치구역 홍콩의 자치정당이며, 일부 친중적, 민족주의적이자 극좌적 공산주의 사상성향을 지지하는 홍콩의 우익정당들과 극좌정당은 중화인민공화국 베이징에 있는 전국인민대표대회에도 진출했다.
홍콩에서는 주로 우익정당들과 극좌정당이 중화인민공화국과 경제교류를 통한 이익을 중요시하기 때문에 친중적 성향인 중국공산당을 지지하는 성향인 극좌적 공산주의 사상을 보이며, 중도주의 혹은 좌익정당과 우익 대중주의 정당들은 중화인민공화국이 홍콩의 민주주의를 탄압한다고 여기기 때문에 중국과의 친화보다는 민주주의를 우선시하는 성향을 보인다. 이외에 아예 홍콩의 독립이나 대만귀속을 주장하는 정당들도 있다.
홍콩인들은 대개 민주파정당들을 지지하지만, 홍콩의정치는 중화인민공화국의 지배를 받고있기 때문에 사실상 친중파정당들이 압도적으로 우세한의석을 확보하고있다.

## 주요본토파정당
- 툰먼 커뮤니티 네트워크 (屯門社區網絡)
- 홍콩 중치(香港眾志)
- 청년신정 (青年新政)
- 본토민주전선 (本土民主前線)

### 홍콩독립을 주장하는 정당
- 홍콩민족당 (香港民族黨)
- 홍콩독립당 (香港獨立黨)

## 주요민주파정당
- 사오행동
- 공민당 (公民黨)
- 민주당 (民主黨)
- 전선(戰線)
- 홍콩 민주민생협진회 (香港 民主民生協進會)
- 홍콩 직공회연맹 (香港 職工會聯盟)
- 홍콩 교육단업인원협회 (香港 敎育團業人協會)
- 공당[1] (工黨)
- 사회민주연선 (社會民主連線)
- 가방공우복무처 (街坊工友服務處)
- 신민주동맹 (新民主同盟)
- 인민역량 (人民力量)
- 선민역량
- 공공단업연맹 (公共專業聯盟)

## 주요헌법 주의자정당
- 열혈공민 (熱血公民)

## 주요친중파정당
- 경제동력 (經濟動力)
- 홍콩 경제민생연맹 (香港經濟民生聯盟)
- 항구노공사단연회 (港區勞公社團練會)
- 신계사단연회 (新界社團聯會)
- 홍콩 공회연합회 (香港工會聯合會)
- 신세기논단 (新世紀論壇)
- 민주건항협진연맹 (民主建港協進聯盟)
- 신민당 (新民黨)
- 자유당

## 같이 보기
- 민주파
- 친중파 (홍콩)